# Grand Muveran
Grand Muveran – szczyt w Alpach Berneńskich, części Alp Zachodnich. Leży w Szwajcarii na granicy kantonów Vaud i Valais. Należy do pasma Alp Vaud. Można go zdobyć ze schroniska Cabane Rambert (2580 m) lub Cabane de Plan Névé (2262 m).